# Sesklo

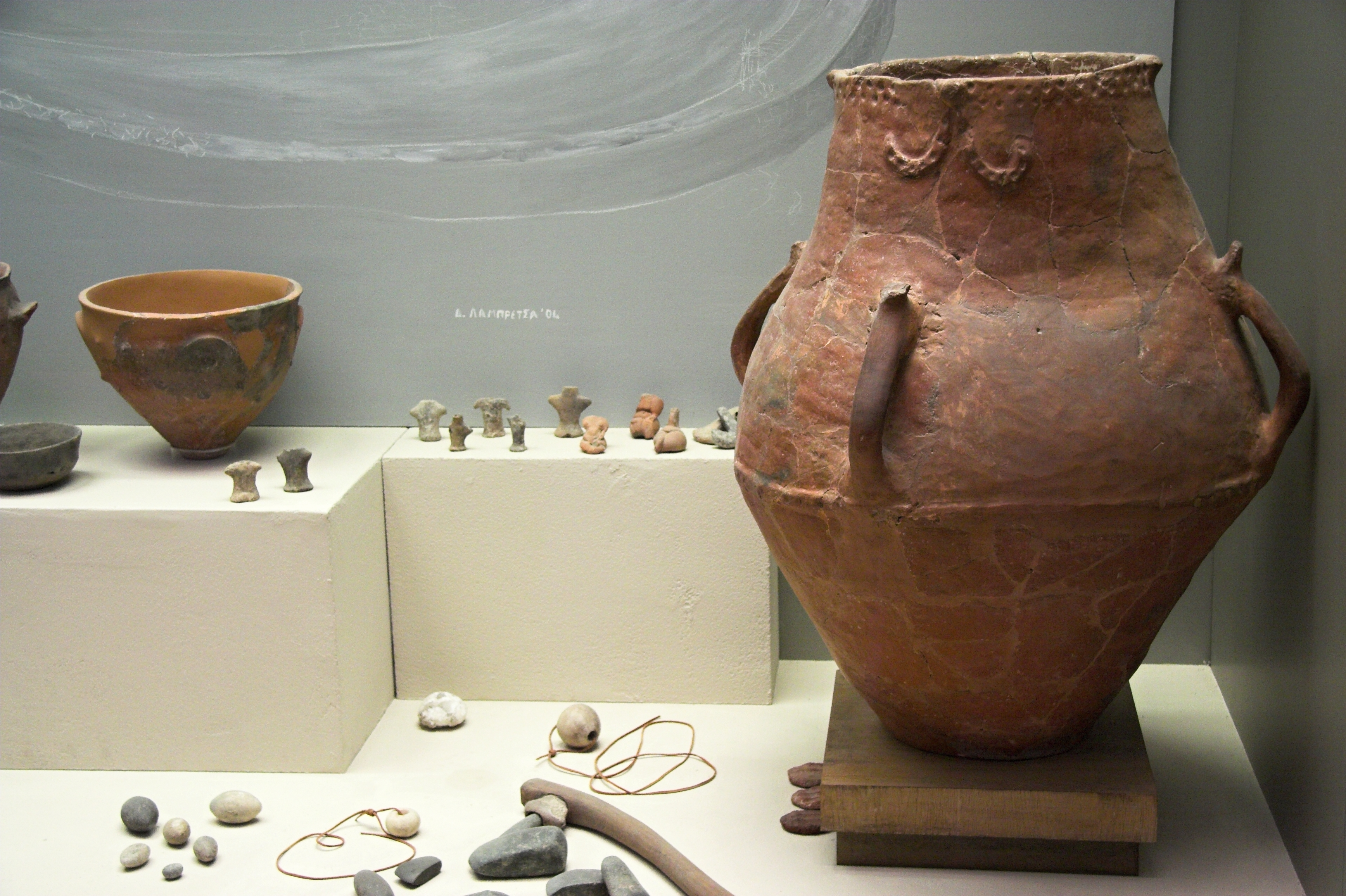
Neolityczna ceramika z Sesklo, ze zbiorów Muzeum Archeologicznego w Atenach

Sesklo (gr. Σέσκλο) – osada neolityczna znajdująca się w północnej Grecji, w Tesalii, ok. 15 kilometrów na południowy zachód od Wolos. Stanowisko eponimiczne dla neolitycznej kultury Sesklo.
Stanowisko obejmuje tell położony na wzgórzu Kastraki (Sesklo A) oraz dwa mniejsze osiedla na równinie (Sesklo B i C). Zostało przebadane po raz pierwszy na początku XX wieku przez Christosa Tsountasa i ponownie w latach 1956–1977 przez Demetriosa Teocharisa.
Pierwsza faza osadnicza z Sesklo datowana jest na VII tysiąclecie p.n.e. i związana z fazą preceramiczną. Miejscowa ludność zajmowała się wówczas uprawą zbóż i hodowlą zwierząt. Nieliczne znaleziska z tego okresu obejmują narzędzia kamienne i kościane, figurki terakotowe oraz fundamenty chat. Wczesnoneolityczna faza osadnicza, datowana na VI tysiąclecie p.n.e., charakteryzuje się zróżnicowanym budownictwem (konstrukcje z cegieł na kamiennej podstawie i drewniano-gliniane) oraz monochromatyczną i malowaną ceramiką. Największy rozwój Sesklo przypadł na czasy środkowego neolitu. Zajmująca wówczas obszar 100 000 m² osada, otoczona murem, zamieszkana była przez około 3 tysiące osób. Składała się z wąskich, biegnących równolegle do siebie ulic, w jej centrum znajdował się natomiast budynek typu megaronu z brukowanym dziedzińcem. Liczyła około 500–800 domostw o spadzistych dachach, budowanych z cegieł na kamiennych fundamentach. Wykonywana z wypalanej gliny ceramika z tego okresu charakteryzuje się czerwoną barwą i ornamentyką. Wśród narzędzi pojawiają się wytwory z obsydianu importowanego z wyspy Melos.
Pod koniec V tysiąclecia p.n.e. osada została zniszczona w pożarze, po którym następuje 500-letnia przerwa osadnicza. Ponownie zasiedlona została w epoce brązu, nie odzyskując już jednak dawnej świetności.